# 美保関隕石
美保関隕石（みほのせきいんせき）は1992年12月10日に島根県八束郡美保関町（現：松江市美保関町）の民家に落下した隕石。
最大長25.2cm、重量6.38kg。石質隕石（コンドライト）である。松江市美保関町の七類港フェリーターミナルに併設されたメテオプラザ内のメテオミュージアムで常設展示されている。
2階建て民家（松本方）の屋根を直撃した隕石は、そのまま屋根と2階と1階の床を突き破り、床下にまで達した。落下したのは21時頃で天候は雷雨。その民家の住人はものすごい雷が落ちたと思ったとのこと。
1994年には隕石落下地に記念碑が建てられた。
なお、家屋の修理費用は加入していた住宅総合保険の約款にある雹による被害を補償する項目を準用して支払いが行われたが、支払いに関しては本社の取締役会にて決定がなされた。